# معركة كابل (1992–1996)
يشير مصطلح معركة كابل إلى سلسلة من المعارك والحصار المتقطع على مدينة كابل خلال الفترة بين عامي 1992 و1996.
طوال الحرب السوفيتية الأفغانية بين عامي 1979 و1989، وما تلاها من حرب أهلية (1989-1992) لم تشهد مدينة كابل قتالًا يُذكر. أدى انهيار نظام محمد نجيب الله في أبريل 1992 إلى معاهدة سلام بين الأحزاب السياسية الأفغانية. ولكن بعد فترة وجيزة، بدأ القادة غير المنضبطين من كل من المجاهدين والشيوعيين السابقين يتنافسون على السلطة، وذلك بتحريض من القوى الأجنبية، أهمها باكستان والمملكة العربية السعودية وإيران وأوزبكستان، التي بدأت بتسليح وكلائها الأفغان للقتال من أجل السيطرة والنفوذ.

## خلفية سياسية
مع انهيار الاتحاد السوفيتي في عام 1991، فقدت حكومة نجيب الله المدعومة من قِبل السوفييت شرعيتها. في عام 1992، توصلت روسيا إلى تسوية تقتضي إيقاف شحنات الوقود إلى أفغانستان، الأمر الذي تسببت في انهيار نظام نجيب الله. في أبريل 1992، انشق الجنرال عبد الرشيد دوستم عن قوات أحمد شاه مسعود، وبدأ في السيطرة على كابل. بحلول 14 أبريل 1992، سيطر مسعود وقواته على جاريكار وجبل سراج في ولاية بروان دون قتال كبير. عند هذه النقطة، أُفيد أن مسعود لديه ما يقرب من 20,000 جندي متمركزين حول كابل. ورد أيضًا أن الفرقة الحكومية الثانية انضمت إلى مسعود. شرع الجنرال محمد نبيل عظيمي بعد ذلك في تعزيز قاعدة بغرام الجوية، وأرسل تعزيزات أخرى إلى المحيط الخارجي لكابل. بحلول منتصف أبريل، استسلمت قيادة القوات الجوية في بغرام إلى مسعود. مع عدم وجود جيش للدفاع عنها، أصبحت كابل عاجزة تمامًا.
بمجرد أن أعلن عن استعداده للاستقالة، في 18 مارس، من أجل إفساح المجال لحكومة مؤقتة محايدة، فقد نجيب الله السيطرة على الفور. مع كون الحكومة مفلسة في العديد من القطاعات، كانت المسألة هي كيفية نقل السلطة إلى حكومة جديدة. حاول نجيب الله الفرار من كابل في 17 أبريل، ولكنه أُوقف من قِبل قوات دوستم، التي كانت تسيطر على مطار كابل الدولي. لجأ نجيب الله بعد ذلك إلى بعثة الأمم المتحدة حيث بقي حتى عام 1995. أعلنت مجموعة من جنرالات ومسؤولي برجم نفسها حكومةً مؤقتةً بغرض تسليم السلطة إلى القوة العسكرية المسيطرة والأكثر شعبية: وهي مسعود.

## الخط الزمني للأحداث

### 1992

#### أبريل-مايو

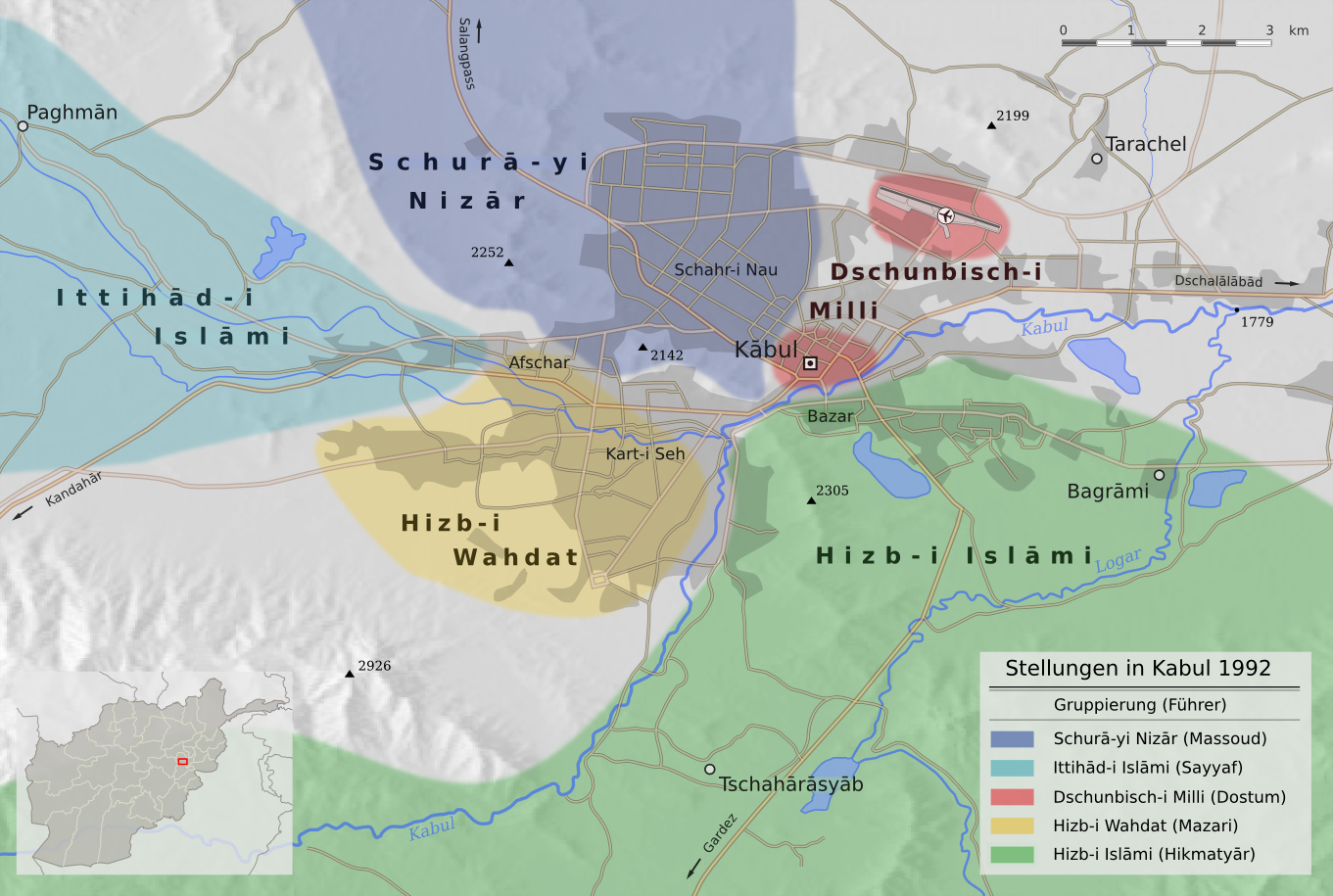
توزع سيطرة القوى المتحاربة على كابل في شهر أبريل من عام 1992

كان الهدف المباشر للحكومة المؤقتة هو هزيمة القوى التي تعمل ضد اتفاق السلام (اتفاق بيشاور)، ولا سيما حزب حكمتيار الإسلامي (المدعوم من قِبل باكستان) ولكن هذا الهدف تمددد لاحقًا ليشمل وحدت المزاري (المدعوم من إيران) والحركة الإسلامية الوطنية في أفغانستان التابعة لدوستم (المدعومة من أوزبكستان).
دخلت قوات الجمع وشوراء نظار المدينة، بموافقة من نبي عظيمي وقائد حامية كابل، الجنرال عبد الواحد بابا جان، على دخول المدينة عبر قاعدة بغرام ولاية بنجشير ونفق سالنغ ومطار كابل. انضمت العديد من القوات الحكومية، بما في ذلك الجنرالات، إلى الجمع، من ضمنها قوات الجنرال بابا جان، الذي كان في ذلك الوقت مسؤولًا عن حامية كابل. في 27 أبريل، دخلت جميع الأطراف الرئيسية المدينة.
في هذه الأثناء، في غرب كابل، وهي المنطقة التي ستشهد لاحقًا بعضًا من أعنف المعارك وأعظم مذابح الحرب، بدأت قوات سياف التي تتكون معظمها من إثنية البشتون في دخول المدينة من بغمان وميدان شهر.

#### يونيو-يوليو
في يونيو 1992، حسبما كان مقررًا، أصبح برهان الدين رباني رئيسًا لأفغانستان.
منذ بداية المعركة، سيطر الجمع وشوراء نظار على المناطق الإستراتيجية المرتفعة، وبالتالي تمكنتا من تطوير نقطة أفضلية داخل المدينة بالإمكان استهداف قوى المعارضة منها. واصل حكمتيار قصف كابل بالصواريخ. على الرغم أن حكمتيار أصر على استهداف مناطق مجلس الجهاد الإسلامي فقط، إلا أن الصواريخ سقطت في الغالب على منازل المدنيين الأبرياء في كابل، وهي حقيقة موثقّة جيدًا. اندلعت تبادلات القصف المدفعي بسرعة، وتصاعدت في أواخر مايو وأوائل يونيو. تمكنت شوراء نظار من الاستفادة على الفور من الأسلحة الثقيلة التي خلفها الفارون أو القوات الحكومية المنشقة وأطلقت الصواريخ على مواقع حكمتيار بالقرب من مركز جلال أباد الجمركي، وفي المناطق المحيطة حول هود خيل وقلعة زمان خان وبالقرب من سجن بول جرخي. في 10 يونيو، أُفيد أن قوات دوستم بدأت أيضًا قصفًا ليليًا لمواقع حزب الإسلامي.

#### أغسطس-ديسمبر
وفي شهر أغسطس، أدى القصف المدفعي والصاروخي والقصف بالقنابل الانشطارية إلى مقتل أكثر من 2000 شخص في كابل، معظمهم من المدنيين. في 1 أغسطس، هُوجم المطار بالصواريخ. أُطلق مئة وخمسين صاروخًا في اليوم التالي، ووفقًا لأحد المؤلفين، قتلت هذه الهجمات الصاروخية ما يصل إلى 50 شخصًا وجرحت 150. في الصباح الباكر من 10 أغسطس، هاجمت قوات حزب الإسلامي من ثلاثة اتجاهات – وهي شيلستون ودار الأمان وجبل مرانجان. سقطت قذيفة أيضًا فوق مستشفى الصليب الأحمر. في 10-11 أبريل، أصاب ما يقرب من ألف صاروخ أجزاءً من كابل بما في ذلك نحو 250 إصابة على المطار. يُقدّر البعض أن ما يصل إلى 1000 قتلوا، ونُسبت الهجمات لقوات حكمتيار. بحلول 20 أغسطس، ورد أن 500 ألف شخص فروا من كابل. في 13 أغسطس 1992، شُنّ هجوم صاروخي على بلدة ده أفغانان حيث استُخدمت القنابل العنقودية. قتل 80 شخصًا وأصيب أكثر من 150، وفقًا لتقارير صحفية. ردًا على ذلك، ضربت قوات شوراء نظار كارته نو وشاه شهيد وشيلستون بقصف جوي وبري. في هذا الهجوم المضاد، قُتل أكثر من 100 وجرح 120.
مع ذلك، لم يكن حزب الإسلامي هو المسؤول الوحيد عن القصف العشوائي للمدنيين. على وجه الخصوص في غرب كابل، اتُهمت وحدت والاتحاد والجمع باستهداف المناطق المدنية عمدًا. استخدمت جميع الأطراف صواريخ غير دقيقة مثل صواريخ ساكر وقاذفات صواريخ يو بي-16 ويو بي-32 وإس-5 المحمولة جوًا.
القصف
بقي الجانب الأكثر تدميرًا طوال الحرب هو القصف العشوائي للمدينة من قِبل غلبدين حكمتيار ولاحقًا من قِبل عبد الرشيد دوستم. على الرغم أن معظم الأطراف متورطة في عمليات القصف، إلا أن بعضها كان أكثر عشوائية في استهدافها.

### 1993

#### يناير-فبراير
في 3 يناير 1993، أدى برهان الدين رباني، زعيم حزب الجماعة الإسلامية، اليمين الدستورية بصفته رئيسًا. ومع ذلك، ظلت سلطة رباني تقتصر على جزء فقط من كابل. ظلت بقية المدينة مقسمة بين فصائل الميليشيات المتنافسة. في 19 يناير، انهار وقف إطلاق النار قصير الأمد حين جددت قوات حزب الإسلامي هجماتها الصاروخية على كابل من قاعدتها في جنوب المدينة تحت إشراف القائد توران خليل. قُتل المئات وجرحوا أثناء تدمير العديد من المنازل في هذا الاشتباك بين حزب الإسلامي والجماعة الإسلامية.